# 拉马克鸟属
拉马克鸟属（学名：Lamarqueavis）是扇尾类白垩翼鸟科已灭绝的一个属，分布于晚白垩世的阿根廷、加拿大及美国。模式种南方拉马克鸟（L. australis）命名于2010年，正模标本MML 207为阿根廷艾伦组发现的部分右喙骨。其它两个物种分别为根据UCMP 53976（怀俄明州兰斯组发现的一块右喙骨）命名的小拉马克鸟（L. minima），以及根据AMNH 21911（怀俄明州兰斯组发现的一块左喙骨）命名的岩崖拉马克鸟（L. petra），先前均为白垩翼鸟的物种，后于2010年重新归入拉马克鸟。加拿大阿尔伯塔省的恐龙公园组另有一个未命名物种。